# Lycosa intermedialis
Lycosa intermedialis este o specie de păianjeni din genul Lycosa, familia Lycosidae, descrisă de Roewer, 1955.
Este endemică în Libya. Conform Catalogue of Life specia Lycosa intermedialis nu are subspecii cunoscute.